# Vilići
Vilići este un sat din comuna Pljevlja, Muntenegru. Conform datelor de la recensământul din 2003, localitatea are 56 de locuitori (la recensământul din 1991 erau 70 de locuitori).

## Demografie
În satul Vilići locuiesc 45 de persoane adulte, iar vârsta medie a populației este de 32,0 de ani (29,9 la bărbați și 34,1 la femei). În localitate sunt 15 gospodării, iar numărul mediu de membri în gospodărie este de 3,73.
Populația localității este foarte eterogenă.
|  |

| Demografie | Demografie | Demografie |
| An         | Locuitori  | Locuitori  |
| ---------- | ---------- | ---------- |
|            |            |            |
|            |            |            |
|            |            |            |
|            |            |            |
| 1948       | 92         |            |
| 1953       | 113        |            |
| 1961       | 103        |            |
| 1971       | 107        |            |
| 1981       | 88         |            |
| 1991       | 70         | 65         |
| 2003       | 60         | 56         |

| \| Componența etnică conform recensământului din 2003[2] \| Componența etnică conform recensământului din 2003[2] \| Componența etnică conform recensământului din 2003[2] \| Componența etnică conform recensământului din 2003[2] \| Componența etnică conform recensământului din 2003[2] \| \| ----------------------------------------------------- \| ----------------------------------------------------- \| ----------------------------------------------------- \| ----------------------------------------------------- \| ----------------------------------------------------- \| \| \| \| \| \| \| \| Sârbi \| Sârbi \| \| 29 \| 51,78% \| \| Musulmani \| Musulmani \| \| 20 \| 35,71% \| \| Bosniaci \| Bosniaci \| \| 6 \| 10,71% \| \| Muntenegreni \| Muntenegreni \| \| 1 \| 1,78% \| \| necunoscută \| necunoscută \| \| 0 \| 0% \| |              |  |    |        |
| Componența etnică conform recensământului din 2003 |              |  |    |        |
| |              |  |    |        |
| Sârbi | Sârbi        |  | 29 | 51,78% |
| Musulmani | Musulmani    |  | 20 | 35,71% |
| Bosniaci | Bosniaci     |  | 6  | 10,71% |
| Muntenegreni | Muntenegreni |  | 1  | 1,78%  |
| necunoscută | necunoscută  |  | 0  | 0%     |